# Lucrinus Lacus

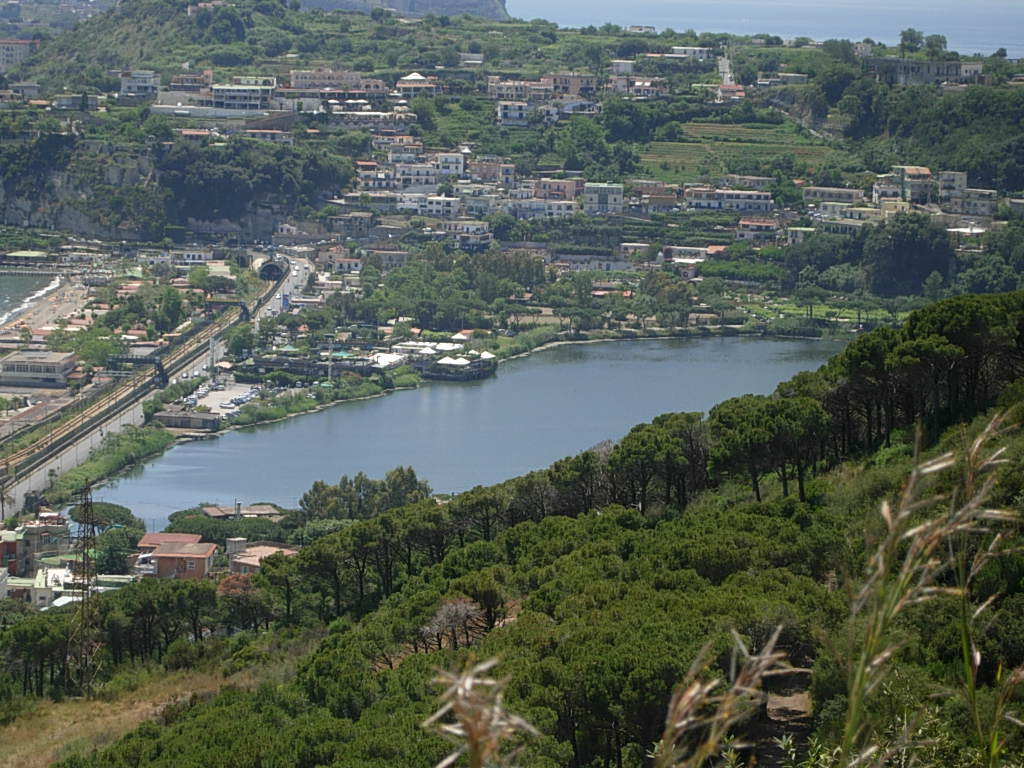
Meer van Lucrinus. Zicht vanop de Monte Nuovo. Achteraan: Tyrrheense Zee met Baai van Pozzuoli.

Het Lucrinus Lacus of Meer van Lucrinus (Italiaans: Lago di Lucrino) is een meer in Campania, Zuid-Italië, nabij de stad Pozzuoli. Lucrinus lacus ligt tussen het Avernus lacus, een ander meer, en de kustlijn van de Baai van Pozzuoli. Tussen de Tyrreense Zee en Lucrinus Lacus ligt er een kleine landstrook, waar in de Romeinse tijd de Via Herculea liep.
In de Romeinse tijd had het meer een grotere omvang. De eerste die het meer exploiteerde was Caius Sergius Orata, in de 2e-1e eeuw v.Chr. Hij organiseerde er oesterkweek. Lucrinus lacus was bekend voor zijn visrijke inhoud, in tegenstelling tot het Avernus lacus dat als doods werd omschreven. Vissers konden een concessie kopen van het Lucrinus Lacus om zich de opbrengst van een sector van het meer te verzekeren. Daarnaast was het meer een plek voor uitstappen vanuit de populaire badstad Baia in de Baai van Pozzuoli. Langs de oevers van Lucrinus lacus hadden gegoede Romeinen een villa. In een van deze villa’s zou keizer Nero zijn moeder Julia Agrippina minor laten vermoorden hebben.
In 1538 barstte de vulkaan Monte Nuovo (of Nieuwe Berg) uit. Het kuuroord Tripergole verdween van de aardbodem en het Lucrinus lacus verkleinde in oppervlakte.